# ABS

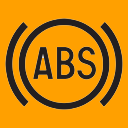
ABS 심볼.

ABS (anti-lock braking system. 한국어: 잠김방지제동체계)은 자동차를 제동 하는 역할을 수행하는 장치이다.

## 일반 제동 장치와의 비교
일반 제동장치를 단 자동차는 급제동할 경우, 바퀴의 잠김 현상 때문에 바퀴가 미끄러지는 경우가 발생한다. 또한 이러한 자동차는 차제가 옆으로 쏠리는 현상이 나타나게 된다. 반면 ABS를 장착할 시, 1초에 7·8회 바퀴를 잠갔다 풀었다를 반복한다. 이를 통해 빙판길을 운전할 시 짧은 거리에서 멈출 수 있다. 또한 차체가 한쪽으로 쏠리지 않기 때문에, 급제동의 위험도 나타나지 않는다.

## 같이 보기
- 전자 제어 주행 안정 장치